# Leichtathletik-Weltmeisterschaften 2023/Teilnehmer (Fidschi)
| Goldmedaillen | Silbermedaillen | Bronzemedaillen |
| ------------- | --------------- | --------------- |
| —             | —               | —               |

Der Leichtathletikverband von Fidschi hat für die Leichtathletik-Weltmeisterschaften 2023 in Budapest eine Sportlerin gemeldet.

## Ergebnisse

### Frauen

#### Laufdisziplinen
| Kesaia Boletakanakandavu | 100 m | 12,46 s PB | 48 | DNQ | DNQ | – | – | – | – |